# Höfchen (Alt-Solingen)
Höfchen, ursprünglich Grülshöfchen genannt, hieß bis in das 19. Jahrhundert ein aus einer Hofschaft hervorgegangener Wohnplatz in der Stadt Solingen. Er lag im Bereich des heutigen Rathauses in der Solinger Nordstadt. Der Name des Ortes ist heute jedoch weder im Stadtplan verzeichnet noch gebräuchlich.

## Lage und Beschreibung
Die ursprüngliche Hofschaft befand sich auf freien Feld nördlich der Stadt Solingen, wenige hundert Meter nördlich der Solinger Stadtwindmühle. In heutigen Straßennamen ausgedrückt lag sie im Stadtbezirk Solingen-Mitte zwischen der Konrad-Adenauer-Straße im Westen und der Merianstraße im Süden, also im Bereich des Platzes vor dem neuen Solinger Rathaus, der heute den Namen Walter-Scheel-Platz trägt. Östlich befinden sich der katholische Friedhof St. Clemens sowie der evangelische Friedhof Kasinostraße.
Benachbarte Orte sind bzw. waren (von Nord nach West): Kullen, Neuenkulle, Potshaus, Klauberg, Bock, Solingen, Weyersberg, Vorspel, Untenscheidt und Schlagbaum.

## Etymologie
Der Ortsname, der in der Solinger Mundart als Höfgen bezeichnet wurde, ist wohl von einem kleinen Bauernhof abgeleitet (Diminutiv). Die ursprüngliche Bezeichnung Grülshöfchen geht auf einen Familiennamen zurück. Einen weiteren Ort dieses Namens gab es in Höhscheid, siehe dazu Höfchen (Höhscheid).

## Geschichte
In dem Kartenwerk Topographia Ducatus Montani von Erich Philipp Ploennies, Blatt Amt Solingen, ist der Ort mit einer Hofstelle verzeichnet und als grülshöfg benannt. Der Ort gehörte der Außenbürgerschaft Solingen an, die seit dem Mittelalter den ländlichen Außenbezirk der Stadt Solingen umfasste. Die Topographische Aufnahme der Rheinlande von 1824 verzeichnet den Ort als am Höfchen. Die Preußische Uraufnahme von 1844 verzeichnet den Ort als Höfchen. In der Topographischen Karte des Regierungsbezirks Düsseldorf von 1871 ist der Ort als Höfgen verzeichnet.
Nach Gründung der Mairien und späteren Bürgermeistereien Anfang des 19. Jahrhunderts gehörte Höfchen zur Bürgermeisterei Solingen. 
Höfchen profitierte davon, dass das Gelände nördlich der im 16.  Jahrhundert angelegten Solinger Stadtwindmühle nicht bebaut werden durfte, um die Windausbeute nicht zu gefährden. Die Windmühle wurde schließlich 1860 abgerissen. In der wirtschaftlichen Blütezeit nach der deutschen Reichsgründung 1871 entstand mit der sogenannten Nordstadt ein neues Stadtviertel nördlich der Solinger Altstadt, durch das der Ort Höfchen seine solitäre Lage vor den ehemaligen Wällen der Altstadt am Ende des 19. Jahrhunderts einbüßte. Er ging schließlich bis Ende des 19. Jahrhunderts innerhalb der nördlichen Stadterweiterung vollständig auf.
Höfchen war Ende des 19. Jahrhunderts für die neu angelegte Hofstraße namensgebend, die die Kaiserstraße (heute Konrad-Adenauer-Straße) mit der Cronenberger Straße verband. Nach der Städtevereinigung 1929 wurden die doppelten Straßennamen im Solinger Stadtgebiet beseitigt, dadurch erhielt die Hofstraße am 26. April 1935 in Alt-Solingen zugunsten der Merscheider Hofstraße den neuen Namen Merianstraße, den sie noch heute trägt.
Aufgrund der Nähe zum Nordbahnhof, der 1890 an der Strecke der Korkenzieherbahn in Betrieb genommen wurde, siedelten sich zwischen Höfchen, Schlagbaum und Kullen auch zahlreiche Industriebetriebe an. Das Gelände der ehemaligen Hofschaft Höfchen nutzte die Solinger Waffen- und Fahrradfabrik Weyersberg, Kirschbaum & Cie. (WKC) als Produktionsstandort, bis das Unternehmen in den 1930er Jahren in Konkurs ging. Die Fabrikanlagen erstreckten sich von der Cronenberger Straße bis zur Kaiserstraße. Nach dem Konkurs wurden die Verwaltungsgebäude des Unternehmens an der Cronenberger Straße ab 1937 durch die Solinger Stadtverwaltung genutzt. Aus diesem Standort entwickelte sich das Rathaus Solingen, das zwischen 2006 und 2008 durch einen Neubau in Richtung der Konrad-Adenauer-Straße umfassend erweitert wurde.
Der Ortsname Höfchen ist bereits seit der Wende zum 20. Jahrhundert nicht mehr im Stadtplan verzeichnet. Seit der Umbenennung der Hofstraße 1935 erinnert auch kein Straßenname mehr an die einstige Hofschaft.